# コファ族
コファ族（コファぞく、Kofa）は、エチオピアに住むハム系部族。

## 居住地
エチオピア南西部の高地で、町または畑に散在する家屋敷を建てて住んでいる。

## 生活
経済は農業を基本とし、雄ウシに犂を引かせて耕作している。肥料を与えることは知っているが、灌漑は知らない。主食の小麦、大麦、雑穀のほか、果実、タバコ、亜麻を栽培している。
畜産も経済に重要な地位を占めている。
ほとんどの男性が複数の妻を持つ。結婚前の少女の純潔を重視しており、割礼、陰核切除の風習があるといわれている。